# مایک رستم‌پور
مایک رستم‌پور (زادهٔ ۲۰ دسامبر ۱۹۹۱) بازیکن بسکتبال ایرانی‌تبار اهل ایالات متحده آمریکا است که پس از کسب تجربه بازی در لیگ‌های اسلواکی، مکزیک، کانادا و چند کشور دیگر در سال ۲۰۱۹ به تیم ملی بسکتبال ایران دعوت شد. او هم‌اکنون عضو تیم شیمیدر در لیگ برتر بسکتبال ایران است. وی در جام جهانی ۲۰۱۹، عضو تیم ملی بسکتبال ایران بود و توانست با این تیم به المپیک توکیو ۲۰۲۰ صعود کند.